# Open di Zurigo
Gli Open di Zurigo erano un torneo WTA di tennis che si è tenuto ogni inverno a Zurigo, Svizzera. Classificato come torneo Tier I dal 1993 fino al 2007, nell'ultima edizione che si è tenuta nel 2008 è stato classificato come un Tier II.
Gli Open di Zurigo si giocavano sui campi in sintetico dell'Hallenstadion, un palasport svizzero che dispone di due campi coperti dove venivano svolte le competizioni sia di singolare che di doppio.
L'albo d'oro contiene nomi di grandissime tenniste che hanno, nella loro carriera, raggiunto anche la testa della classifica mondiale come Justine Henin, Lindsay Davenport, Martina Hingis, Steffi Graf, Venus Williams e Marija Šarapova. La giocatrice svizzera Patty Schnyder è stata anche lei una detentrice del titolo. L'ultima giocatrice che si è fregiata del titolo è stata Venus Williams.

## Singolare femminile
| Anno | Campionessa               | Finalista            | Punteggio           |
| ---- | ------------------------- | -------------------- | ------------------- |
| 1984 | Zina Garrison (1)         | Claudia Kohde Kilsch | 6–1, 0–6, 6–2       |
| 1985 | Zina Garrison (2)         | Hana Mandlíková      | 6–1, 6–3            |
| 1986 | Steffi Graf (1)           | Helena Suková        | 4–6, 6–2, 6–4       |
| 1987 | Steffi Graf (2)           | Hana Mandlíková      | 6–2, 6–2            |
| 1988 | Pam Shriver               | Manuela Maleeva      | 6–3, 6–4            |
| 1989 | Steffi Graf (3)           | Jana Novotná         | 6–1, 7–6(6)         |
| 1990 | Steffi Graf (4)           | Gabriela Sabatini    | 6–3, 6–2            |
| 1991 | Steffi Graf (5)           | Nathalie Tauziat     | 6–4, 6–4            |
| 1992 | Steffi Graf (6)           | Martina Navrátilová  | 2–6, 7–5, 7–5       |
| 1993 | Manuela Maleeva-Fragnière | Martina Navrátilová  | 6–3, 7–6(1)         |
| 1994 | Magdalena Maleeva         | Nataša Zvereva       | 7–5, 3–6, 6–4       |
| 1995 | Iva Majoli                | Mary Pierce          | 6–4, 6–4            |
| 1996 | Jana Novotná              | Martina Hingis       | 6–2, 6–2            |
| 1997 | Lindsay Davenport (1)     | Nathalie Tauziat     | 7–6(3), 7–5         |
| 1998 | Lindsay Davenport (2)     | Venus Williams       | 7–5, 6–3            |
| 1999 | Venus Williams (1)        | Martina Hingis       | 6–3, 6–4            |
| 2000 | Martina Hingis            | Lindsay Davenport    | 6–4, 4–6, 7–5       |
| 2001 | Lindsay Davenport (3)     | Jelena Dokić         | 6–3, 6–1            |
| 2002 | Patty Schnyder            | Lindsay Davenport    | 6(5)–7, 7–6(8), 6–3 |
| 2003 | Justine Henin (1)         | Jelena Dokić         | 6–0, 6–4            |
| 2004 | Alicia Molik              | Marija Šarapova      | 4–6, 6–2, 6–3       |
| 2005 | Lindsay Davenport (4)     | Patty Schnyder       | 7–6(5), 6–3         |
| 2006 | Marija Šarapova           | Daniela Hantuchová   | 6–1, 4–6, 6–3       |
| 2007 | Justine Henin (2)         | Tatiana Golovin      | 6–4, 6–4            |
| 2008 | Venus Williams (2)        | Flavia Pennetta      | 7–6(1), 6–2         |

## Doppio femminile
| Anno | Campionesse                                 | Finaliste                             | Punteggio           |
| ---- | ------------------------------------------- | ------------------------------------- | ------------------- |
| 1984 | Andrea Leand Andrea Temesvári (1)           | Claudia Kohde Kilsch Hana Mandlíková  | 6–1, 6–3            |
| 1985 | Hana Mandlíková Andrea Temesvári (2)        | Claudia Kohde Kilsch Helena Suková    | 6–4, 3–6, 7–5       |
| 1986 | Steffi Graf Gabriela Sabatini               | Lori McNeil Alycia Moulton            | 1–6, 6–4, 6–4       |
| 1987 | Nathalie Herreman Pascale Paradis           | Jana Novotná Catherine Suire          | 6–3, 2–6, 6–3       |
| 1988 | Isabelle Demongeot Nathalie Tauziat         | Claudia Kohde Kilsch Helena Suková    | 6–3, 6–3            |
| 1989 | Jana Novotná (1) Helena Suková (1)          | Judith Polzl-Wiesner Nathalie Tauziat | 6–3, 3–6, 6–4       |
| 1990 | Manon Bollegraf (1) Eva Pfaff               | Catherine Suire Dinky Van Rensburg    | 7–5, 6–4            |
| 1991 | Jana Novotná (2) Andrea Strnadová           | Zina Garrison Lori McNeil             | 6–4, 6–3            |
| 1992 | Helena Suková (2) Nataša Zvereva            | Martina Navrátilová Pam Shriver       | 7–6(5), 6–4         |
| 1993 | Zina Garrison Martina Navrátilová (1)       | Gigi Fernández Nataša Zvereva         | 6–3, 5–7, 6–3       |
| 1994 | Manon Bollegraf (2) Martina Navrátilová (2) | Patty Fendick Meredith McGrath        | 7–6(3), 6–1         |
| 1995 | Nicole Arendt Manon Bollegraf (3)           | Chanda Rubin Caroline Vis             | 4–6, 7–6(4), 6–4    |
| 1996 | Martina Hingis (1) Helena Suková (3)        | Nicole Arendt Nataša Zvereva          | 7–5, 6–4            |
| 1997 | Martina Hingis (2) Arantxa Sánchez Vicario  | Larisa Neiland Helena Suková          | 4–6, 6–4, 6–1       |
| 1998 | Serena Williams Venus Williams              | Mariaan de Swardt Olena Tatarkova     | 5–7, 6–1, 6–3       |
| 1999 | Lisa Raymond (1) Rennae Stubbs              | Nathalie Tauziat Nataša Zvereva       | 6–2, 6–2            |
| 2000 | Martina Hingis (3) Anna Kurnikova           | Kimberly Po Anne-Gaëlle Sidot         | 6–3, 6–4            |
| 2001 | Lindsay Davenport Lisa Raymond (2)          | Sandrine Testud Roberta Vinci         | 6–3, 2–6, 6–2       |
| 2002 | Elena Bovina Justine Henin                  | Jelena Dokić Nadia Petrova            | 6–2, 7–6(2)         |
| 2003 | Kim Clijsters Ai Sugiyama                   | Virginia Ruano Pascual Paola Suárez   | 7–6(3), 6–2         |
| 2004 | Cara Black (1) Rennae Stubbs (1)            | Virginia Ruano Pascual Paola Suárez   | 6–4, 6–4            |
| 2005 | Cara Black (2) Rennae Stubbs (2)            | Daniela Hantuchová Ai Sugiyama        | 6(6)–7, 7–6(4), 6–3 |
| 2006 | Cara Black (3) Rennae Stubbs (3)            | Liezel Huber Katarina Srebotnik       | 7–5, 7–5            |
| 2007 | Květa Peschke Rennae Stubbs (4)             | Lisa Raymond Francesca Schiavone      | 7–5, 7–6(1)         |
| 2008 | Cara Black (4) Liezel Huber                 | Anna-Lena Grönefeld Patty Schnyder    | 6–1, 7–6(3)         |